# Vanganel
Vanganel este o localitate din comuna Koper, Slovenia, cu o populație de 436 de locuitori.